# L’italiano
«L’italiano» (с итал. — «Итальянец») — известная во всём мире итальянская песня, в 1983 году записанная Тото Кутуньо и представленная им на 33-м Фестивале итальянской песни в Сан-Ремо. Официально песня заняла 5-е место, однако по результатам «народного» голосования «Totip» L’italiano выиграла конкурс.
Авторами песни, которая составляет часть альбома «L’italiano», являются Тото Кутуньо и Кристиано «Попи» Минеллоно.
Песня рассказывает о стереотипной итальянской жизни, о том, что видит «обычный итальянец» вокруг себя.

## Песня на Фестивале в Сан-Ремо
С песней «Итальянец» Тото Кутуньо приехал на Фестиваль Сан-Ремо (куда он вернулся после трёх лет) в четвёртый раз, после победного участия в Фестивале Сан-Ремо в 1980 году с песней Solo noi (Только мы).
На фестивале Исполнение под фонограмму (playback) Тото Кутуньо пел вместе с Джанни Моранди (La mia nemica amatissima), Джанни Надзаро (Gianni Nazzaro, песня Mi sono innamorato di mia moglie), и Эми Стюарт (Amy Stewart, песня Working Late Tonight). Американская певица — одна из немногих, кто спел песню вживую.
Тото Кутуньо спел песню в первый раз в пятницу 4 февраля 1983 года, во время второго вечера фестиваля. Он был семнадцатым среди восемнадцати певцов.
В конечном большом конкурсе «L’italiano» получил 2659 голоса и занял только пятое место.
Тото Кутуньо, приветствуемый публикой кинотеатра «Аристон», получил первое место благодаря народному голосованию Тотип «Певцы и победители». В этой специальной категории «Итальянец» был первым с 548 085 голосами перед «Ла миа немика аматиссима» Джанни Моранди (вторая с небольшим отставанием, с 538 398 голосами) и «Авро» Джорджа Фиорио (321 046 голоса).
Результаты конкурса были объявлены на следующий день в программе «Domenica In».

## Русский перевод песни
Песня рассказывает о пороках, добродетели и стереотипах Италии начала-середины 1980-х годов.
| Позвольте мне спеть с гитарой в руке. Позвольте мне спеть, что Я — итальянец. Доброе утро, Италия, с её спагетти «аль денте» и партизаном в президентах [имеется в виду президент Алессандро (Сандро) Пертини, бывший партизан, занимавший данный пост в 1983 году, когда была написана песня] с вечной автомагнитолой в правой руке [здесь речь идёт о привычке вынимать и носить с собой автомобильную магнитолу, чем убивалось сразу «два зайца» — предотвращалась кража магнитолы и одновременно всем окружающим демонстрировался факт наличия статусной вещи — автомобиля] и канарейкой на окне. Доброе утро, Италия, с твоими художниками, с засильем Америки на плакатах [Открытый намёк на американизацию страны], с песнями о любви от всего сердца, с женщинами, которые постепенно сбрасывают монашеские покровы. Доброе утро, Италия. Доброе утро, Мария с глазами, полными печали. Доброе утро, Боже, знаешь, ведь я тоже существую. Позвольте мне спеть с гитарой в руке, Позвольте мне спеть песню тихо-тихо. Позвольте мне спеть, потому что я горд тем, что я итальянец, настоящий итальянец. Доброе утро, Италия, которую не так легко напугать, с ментоловым кремом для бритья, с синими костюмами в тонкую белую полоску, с футбольными обзорами по воскресеньям по ТВ. Доброе утро, Италия, с кофе ристретто, с новыми носками в верхнем ящике комода, с флагом в прачечной и Фиатом-600 с ржавым кузовом. Доброе утро, Италия, доброе утро, Мария с глазами, полными печали. Доброе утро, Боже, знаешь, ведь я тоже существую. Позвольте мне спеть с гитарой в руке. Позвольте мне спеть песню тихо-тихо. Позвольте мне спеть, потому что я горд тем, что я итальянец, настоящий итальянец. Позвольте мне спеть с гитарой в руке. Позвольте мне спеть песню тихо-тихо. Позвольте мне спеть, потому что я горд тем, что я итальянец настоящий итальянец. |

## Недоразумения вокруг композиции
Широко распространено заблуждение, что данную песню исполнял также другой популярный итальянский певец — Адриано Челентано. Кутуньо рассказал в интервью, что изначально эта песня как раз-таки была написана для Челентано, но он, как ни странно, от неё отказался.
Гипотеза, согласно которой песня якобы написана в честь победы сборной Италии по футболу на чемпионате мира в Испании в 1982 году, была опровергнута Тото Кутуньо.

## Кавер-версии
- В том же 1983 году финский певец Кари Тапио (Kari Tapio) записал версию этой песни на финском языке под названием Olen suomalainen (Я — финн). В 2012 году кавер исполнил Веску Йокинен.
- Певец Хосе Аугусто записал кавер-версию на португальском языке под названием Faz de Conta.
- Патрицио Буанне записал версию в своём альбоме The Italian, вышедший в 2005[10].
- Летом 2003 года голландский скрипач Андре Рьё сыграл вживую (на площади в городе Кортона, в Тоскане) вместе со своим Оркестром Иоганна Штрауса.
- В 1985 году во время сольного концерта в Баку песню L’Italiano в сопровождении Азербайджанского государственного эстрадно-симфонического оркестра на языке оригинала исполнил Муслим Магомаев[11].
- В 1983 году французский шансонье Эрве Вилар записывает франкоязычную версию на свои слова — Méditerranéenne.
- В 1984 году израильский певец Дорон Мазар исполнил эту песню на иврите[12].

## Другие упоминания
- Песня была включена в итальянский фильм «Al bar dello sport» (1983), режиссёра Франческо Массаро.
- Песня упомянута в фильме Джанни Амелио «Ламерика» (1994), в фильме песня спета актёрами, которые играют албанцев, мечтающих эмигрировать в Италию[13].
- В песне упоминается автомобиль Fiat 600 («Сейченто» — то есть 600):

| Buongiorno Italia col caffe' ristretto Le calze nuove nel primo cassetto Con la bandiera in tintoria E una 600 giu' di carrozzeria | Доброе утро, Италия, с очень крепким кофе, с новыми чулками в верхнем ящике комода, с флагом в прачечной, и Фиатом-600 с помятым кузовом. |
- Профессор Лебединский имеет в своём репертуаре песню-пародию «Лашате ми кантаре»[14].
- Тото Кутуньо умер 22 августа 2023 года и его провожали в последний путь под эту песню[15][16].